# Brebu (okręg Caraș-Severin)
Brebu – wieś w Rumunii, w okręgu Caraș-Severin, w gminie Brebu. W 2011 roku liczyła 615 mieszkańców. 